# 馬丁·斯塔爾
馬丁·斯塔爾（英語：Martin Starr，1982年7月30日—）是美國的一位演員，出生於加利福尼亞州聖莫尼卡。他著名的作品包括NBC電視劇《怪胎與書呆》中的Bill Haverchuck、HBO情景喜劇《矽谷群瞎傳》的Bertram Gilfoyle，以及漫威電影宇宙蜘蛛人系列電影中的美國學術十項全能導師羅渣·夏靈頓（Roger Harrington）。